# Edward Burns
Edward Fitzgerald Burns (ur. 29 stycznia 1968 w Nowym Jorku) – amerykański aktor, reżyser, scenarzysta i producent filmowy irlandzkiego pochodzenia.

## Życiorys

### Wczesne lata
Urodził się na Woodside, w Nowym Jorku w irlandzkiej rodzinie katolickiej jako środkowe z trójki dzieci Edwarda J. Burnsa. Swoje dzieciństwo spędził w Long Island w nowojorskich katolickich szkołach, gdzie przez 25 lat jego ojciec pracował jako sierżant w policji. Uczęszczał do Chaminade High School i Hewlett High School. Studiował w Hunter College na kierunku literatury angielskiej.

### Kariera
Zaczął pracować między innymi przy realizacji programu Entertainment Tonight. W chwilach wolnych pisał scenariusz i przygotowywał się do debiutu jako reżyser, aktor i producent filmowy. Pierwszy jego film to kilkunastominutowy Hey, Sco! Upon. W 1995, m.in. dzięki pomocy rodziny, wyreżyserował Piwne rozmowy braci McMullen. Opowieść o trzech braciach oraz ich życiu uczuciowym, w której można odnaleźć wiele wątków osobistych okazała się wielkim sukcesem. Kopia filmu trafiła na największy przegląd kina niezależnego – Sundance Film Festival. Burns odebrał na nim główną nagrodę – Grand Jury Prize. Później obraz został także wyróżniony Independent Spirit Award. Nagrody i pochlebne opinie krytyki zachęciły 20th Century Fox's Searchlight Pictures, dział znanej wytwórni 20th Century Fox zajmujący się promocją kina niezależnego, do szerszej dystrybucji filmu.
Dzięki pomocy Foksa zrealizował także swój kolejny obraz – komedię Ta jedyna (1996), gdzie pełnił funkcję reżysera, producenta, scenarzysty i aktora – zagrał zakochanego Taksówkarza Mickeya. Podobnie zresztą jak w następnych filmach: Nie patrz wstecz (No Looking Back, 1998) oraz Sidewalks of New York (2000).
W 1998 zagrał postać Richarda Reibena w hollywoodzkiej superprodukcji Stevena Spielberga Szeregowiec Ryan. Razem z bratem Brianem założył firmę produkcyjną Irish Twins.

### Życie prywatne
Spotykał się z Heather Graham (1998-99). 7 czerwca 2003 ożenił się z modelką Christy Turlington. Ich ślub odbył się w jednym z kościołów katolickich na Manhattanie w Nowym Jorku. Z powodu śmierci ojca Turlington pannę młodą do ołtarza prowadził Bono. Mają córkę Grace (ur. 25 października 2003) i syna Finna (ur. 2006).

## Wybrana filmografia (obsada aktorska)
- 1995: Piwne rozmowy braci McMullen (The Brothers McMullen) jako Barry McMullen
- 1996: Ta jedyna (She's the One) jako Mickey Fitzpatrick
- 1998: Nie patrz wstecz (No Looking Back) jako Charlie Ryan
- 1998: Szeregowiec Ryan (Saving Private Ryan) jako Szeregowy Reiben
- 2001: Sidewalks of New York jako Tommy
- 2001: 15 minut (15 Minutes) jako Jordy Warsaw
- 2002: Co za życie (Life or Something like It) jako Tony Scanlon
- 2002: Środa popielcowa (Ash Wednesday) jako Francis Sullivan
- 2002: Środa popielcowa (Ash Wednesday) jako Francis Sullivan
- 2003: Przekręt doskonały (Confidence) jako Jake Vig
- 2004: Gdzie jest Kitty? (Looking for Kitty) jako Jack
- 2005: I uderzył grom (A Sound of Thunder) jako Travis Ryer
- 2005: Król rzeki (The River King) jako Abel Grey
- 2006: Holiday (The Holiday) jako Ethan
- 2006: Tydzień kawalerski (Groomsmen, The) jako Paulie
- 2007: Purple Violets jako Michael Murphy
- 2008: The Gift jako John Reed
- 2008: 27 sukienek (27 Dresses) jako George
- 2008: Nieodebrane połączenie (One Missed Call) jako Jack Andrews
- 2009: The Prince of Providence jako detektyw Aiken
- 2012: Człowiek na krawędzi (Man on a Ledge) jako Jack Dougherty